# Феофил (Булдовский)
Феофил (в миру Фёдор Иванович Булдовский; 5 августа 1865, село Васильевка, Хорольский уезд, Полтавская губерния — 23 января 1944, Харьков) — епископ неканонической Украинской Автокефальной православной церкви. С 1924 до присоединения в УАПЦ в 1942 году — организатор и лидер Лубенского раскола, до 1924 года — епископ Русской православной церкви, епископ Лубенский, викарий Полтавской епархии.

## Биография

### Дореволюционные годы
Родился в 1865 году в Полтавской губернии в семье священника.
15 августа 1880 года окончил Лубенское духовное училище, в 1886 году — Полтавскую духовную семинарию, служил учителем в родном селе.
В 1887 года епископом Полтавским и Переяславским Иларионом (Юшеновым) рукоположен во священника к Никольской церкви местечка Маячка Кобелякского уезда.
С 1900 года — 2-й священник Всехсвятской кладбищенской церкви в Полтаве, одновременно преподавал Закон Божий в Полтавском епархиальном и Кобыжченском земском начальном училищах.
В мае 1908 года избран в совет Макариевского епархиального братства.
В мае 1909 года награждён орденом святой Анны 3-й степени.
За годы служения в Полтаве стал известен как украинофил.

### Гражданская война и СССР
3-6 мая 1917 года на Полтавском епархиальном съезде по докладу Феофила Булдовского была принята резолюция, представлявшая собой программу переустройства Церкви на Украине на национальных началах, которая предполагала введение украинского языка в богослужение, возрождение в богослужебной практике специфически украинских чинопоследований и обычаев, строительство храмов в национальном стиле, украинизацию духовных школ, запрет на поставление великороссов на украинские кафедры и т. д.
На съезде также был избран делегатом на Всеукраинский церковный собор в Киеве, состоявшийся в 1918 году, а также председателем постоянного совета при Полтавском епископе, заменившего консисторию в ходе послереволюционных преобразований. Вместе с тем, испытав на себе значительное влияние архиепископа Полтавского Парфения (Левицкого), призывал к проведению украинизации в соответствии с канонами православной Церкви.
Архиепископ Парфений и Феофил Булдовский резко отрицательно отнеслись к Киевскому собору 1921 года, положившему начало раскольнической Украинской автокефальной православной церкви и её противоканонической хитротонии бывшего священника Василия Липковского.
Осенью 1921 года архиепископ Парфений ходатайствовал перед Патриаршим экзархом Украины архиепископом Михаилом (Ермаковым) о поставлении Феофила Булдовского в викария Полтавской епархии, но тогда архиепископ Михаил отклонил эту кандидатуру.
14 января 1923 года в полтавском Успенском кафедральном соборе был рукоположён во епископа Лубенского и Миргородского, викария Полтавской епархии. Хиротонию совершили архиепископ Григорий (Лисовский) в сослужении своих викариев: епископа Золотоношского Петра (Киреева) и епископа Черкасского и Чигиринского Николая (Браиловского).
В сентябре 1924 года в Москву отправилась делегация сторонников автокефалии во главе с епископом Феофилом. Он ехал к Патриарху еще и для того, чтобы дать объяснения по поводу выдвинутых архиереями соседних епархий в его адрес обвинений в противоканоничных действиях и разжигании сепаратистских настроений в церковной среде.
Патриарх заявил, что принципиально не возражает против автокефалии, но что её предоставление выходит за пределы Патриарших полномочий. Не удовлетворившись ответом Патриарха, епископ Феофил (Булдовский) после возвращения в Лубны в декабре 1924 года порвал общение с архиепископом Григорием, 12 (25) декабря 1924 года Феофилом и Сергием поставили протоиерея Сергия Иваницкого во «епископа Черниговского». Себя же Булдовский провозгласил «автокефальным епископом Полтавским».
Экзарх Украины митрополит Михаил (Ермаков) созвал собор архиереев для суда над Феофилом (Булдовским), который, однако, отказался явиться на его заседания. Суд, в котором приняли участие 13 епископов, проходил заочно в декабре 1924 года Булдовский и другие деятели «Лубенского раскола» 25 декабря 1924 года были извержены из сана и отлучены от Церкви. Это постановление было утверждено в январе 1926 года митрополитом Сергием (Страгородским), Заместителем Патриаршего Местоблюстителя.
В 1927 году к григорианам перешли почти все предводители лубенского раскола — Погорилко, Соколовский, Сергий Иваницкий. В 1927—1928 годах отошёл от активной деятельности Сергий (Лабунцев).
В конце 1927 года Булдовский созвал в Лубнах очередную «сессию собора епископов Украины», на которой он был избран председателем и возведён в сан «архиепископа», а через год — в сан «митрополита».
Впоследствии власти советской Украины, убедившись в слабой эффективности «Лубенского» и прочих расколов в борьбе с канонической Православной Церковью, перешли к политике борьбы с этими раскольничьими сообществами. В результате тотальных антицерковных репрессий число приходов, состоящих под началом Феофила (Булдовского), в 1930-х годах резко сократилось.
К 1937 году председатель УСЕЦ митрополит Феофил переехал в Ворошиловград; в 1939 году в Ворошиловграде был закрыт последний храм, принадлежавший лубенцам. С конца 1940 года Булдовский жил в Харькове как частное лицо.

### Великая Отечественная война
В 1941 году, после начала Великой Отечественной войны и оккупации Украинской ССР войсками германского Вермахта, некоторые приходы, открытые в годы войны на территории Полтавской, Харьковской, Сумской, Воронежской и Курской областей признали своим первоиерархом Феофила (Булдовского), объявившего себя в ноябре 1941 года митрополитом Харьковским.
27 июля 1942 года на совещании, проведённом в Харькове Феофилом, епископом Переяславским Мстиславом (Скрыпником), членами Харьковского епархиального управления и председателем Полтавского епархиального управления протоиреем Алексием Потульницким, было постановлено: «Признать, что приходы, подчинённые Высокопреосвященнейшему Владыке Феофилу на территории Харьковской, Полтавской, Сумской и Курской областей, становятся составной частью Украинской Православной Автокефальной Церкви во главе с Администратором Архиепископом Поликарпом».
В первый день освобождения Харькова, 16 февраля 1943 года, Феофил пригласил к себе группу советских военнослужащих, которым подробно рассказал о своей деятельности в годы оккупации. Сначала советское командование отнеслось к Булдовскому благожелательно.
В августе 1943 года Булдовский получил от экзарха Украины митрополита Николая (Ярушевича) запрос о зверствах оккупантов и вскоре направил необходимые сведения на имя митрополита Николая. В сопроводительном письме Булдовский написал, что пытался ранее установить связь с Московской Патриархией и просил Патриарха Сергия о принятии в свою юрисдикцию.
Направил Патриарху Московскому и всея Руси Сергию (Страгородскому) приветственную телеграмму по случаю избрания на Патриаршество, в которой также излагал свою просьбу о принятии в юрисдикцию Московского Патриархата. 9 ноября 1943 года Феофил получил телеграфный вызов в Московскую Патриархию для дачи объяснений. 10 ноября того же года он направил письмо митрополиту Киевскому и Галицкому Николаю (Ярушевичу), Патриаршему Экзарху Украины:

Осмелюсь обратиться к Вашему Высокопреосвященству с покорнейшей братской просьбой. Давно уже мною с городским духовенством была послана Святейшему Патриарху Сергию приветственная телеграмма с избранием его в Патриархи и с просьбой принять мою епархию под своё окормление. Я хотел уже вслед послать и пояснительные письма Его Блаженству и Вашему Высокопреосвященству, но явилась некая задержка. Тем не менее я все время скорбел душой и горько каялся, вспоминая свои старые ошибки…Излагать своё дело на бумаге я не могу… И Вы, Владыко, это понимаете. И вот я, 78-летний старик, полубольной решаюсь ехать к Вам в Москву, чтобы у ног Его Блаженства сложить свои старые и новые ошибки и испросить себе у него прощения. Я не смел непосредственно обращаться к Его Блаженству и хотел просить Вас быть в данном случае братским посредником. Но вот вчера вечером неожиданно я получил от Святейшего Патриарха телеграмму, вызывающую меня в Патриархию. Приеду непременно, о чем сообщаю телеграфно… По поводу своего выезда считаю необходимым сообщить, что ввиду своего преклонного возраста и болезни вынужден взять с собой двух спутников: секретаря правления и для присмотра родную дочь, которая постоянно живет при мне и облегчает мои немощи. О дне выезда сообщу…

Однако его покаяние не состоялось: 12 ноября 1943 года Булдовский был арестован НКВД по обвинению в сотрудничестве с немцами. 20 января 1944 года он скончался в заключении, находясь под следствием.